# Argentina Pallavicina

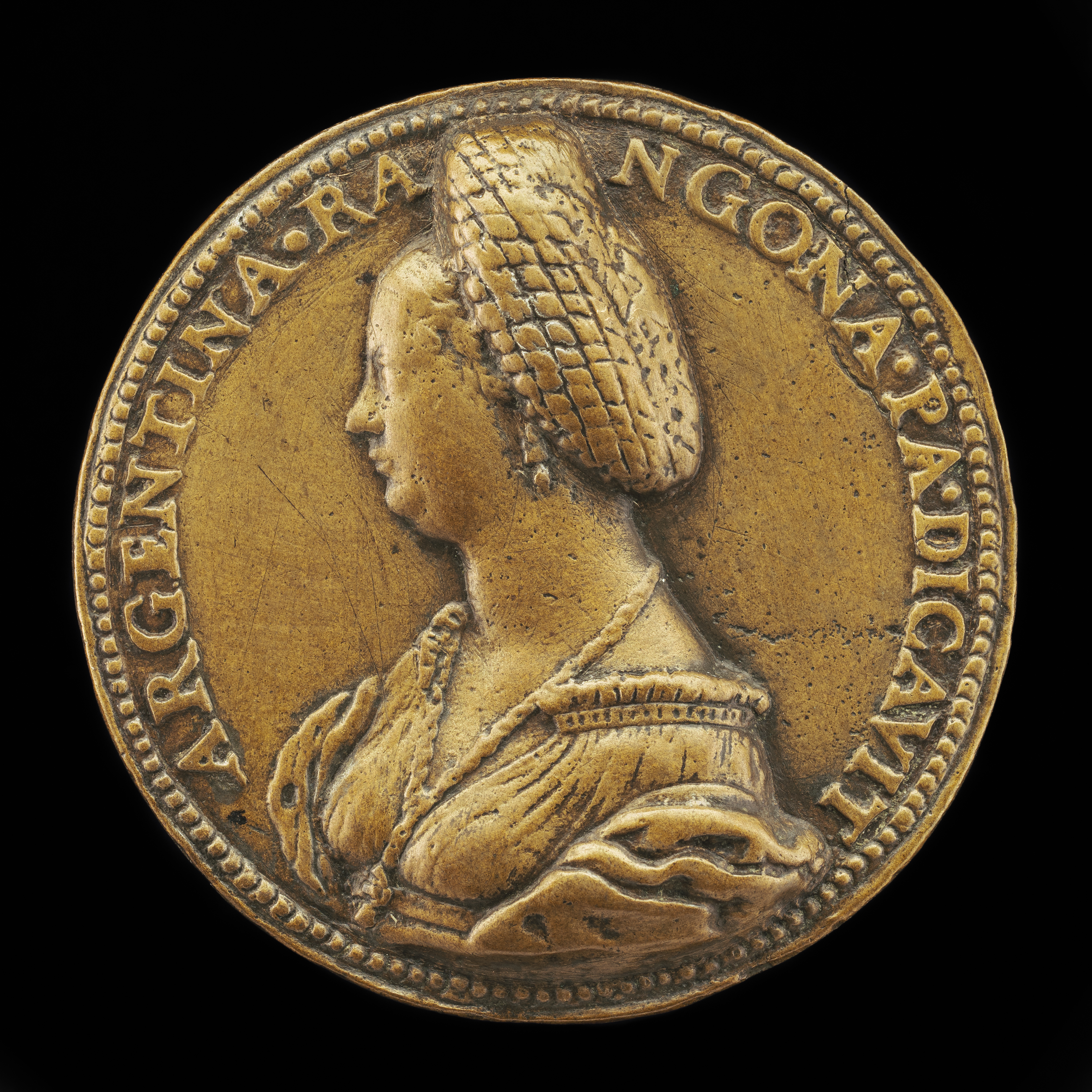
Antonio Vicentino, medaglia di Argentina Pallavicino

Stemma dei Pallavicino.

Argentina Pallavicina, detta anche Argentina Pallavicina Rangona (XV secolo – 28 luglio 1550), è stata una letterata e nobile italiana.

## Biografia
Di origini nobili (figlia di Federigo Pallavicino, marchese di Zibello), si sposò nel 1518 con il conte Guido Rangone (fratello del cardinale Ercole Rangoni). Probabilmente visse a Modena, Venezia ed Ancona.
È stata ricordata per le opere di carità (con il marito tentò di proteggere i personaggi letterati) e da Ireneo Affò per le doti letterarie: ricevette elogi per il suo lavoro, in particolare per le sue poesie in volgare, ma non è rimasto niente dei suoi scritti.
Fausto da Longiano a lei dedicò la traduzione dal greco al latino di libri di storia e medicina di Dioscoride Anazarbeo.

## Discendenza
Argentina e Guido ebbero quattro figli:
- Baldassarre (?-1581), condottiero
- Niccolò (?-1539)
- Isabella, sposò Ermes I Stampa, II marchese di Soncino
- Lavinia, sposò Sigismondo II Gonzaga, marchese di Vescovato